# ГЕС Bastusel
ГЕС Bastusel – гідроелектростанція у північній частині Швеції. Знаходячись між малою ГЕС Слагнас (7 МВт, вище по течії) та ГЕС Grytfors, входить до складу каскаду на річці  Шеллефтеельвен, яка впадає у Ботнічну затоку Балтійського моря приблизно посередині між містами Умео та Лулео. 
В межах проекту на Шеллефтеельвен створили водосховище, яке утримує гребля висотою 40 метрів. Неподалік від останньої зі сховища бере початок широка затока-канал, що тягнеться паралельно річці по висотах її правобережжя більш ніж на 3 км та завершується дамбою, біля якої облаштували підземний машинний зал. Останній обладнали однією турбіною типу Френсіс потужністю 107 МВт, яка при напорі у 77 метрів забезпечує виробництво 0,6 млрд кВт-год електроенергії на рік.
Відпрацьована вода потрапляє до протяжного відвідного тунелю довжиною 13,5 км, що перед приєднанням до Шеллефтеельвен переходить у відкритий канал довжиною 0,4 км.